# Здравствуй, атом!
Здравствуй, атом! — советский рисованный мультфильм студии «Союзмультфильм», повествующий о том, как появляется атомная энергия и что она собой представляет.

## Сюжет
Главные герои — физик, математик и инженер (в образе русских букв) разными путями приходят к выводу о том, что такие традиционные источники энергии как нефть и уголь рассчитаны приблизительно на пятьдесят лет. Вследствие чего они садятся в трактор и отправляются на поиски иного горючего. По пути им встречается вопросительный знак, поскольку он «вечный спутник научного поиска» и едет с ними. После долгих поисков пешком они находят светящийся уран. Физик утверждает, что энергия находится «в глубине» урана, в атомах. Чтобы рассмотреть её поближе, он предлагает всем уменьшиться в сто миллионов раз, пройдя через математический знак «меньше», который представил им математик. Уменьшившись, начинают ходить по кристаллической решётке урана. Физик отмечает, что каждый атом состоит из ядра, которое представлено протонами, нейтронами и движущимися вокруг них электронами. Он берет из атома нейтрон и передаёт его инженеру, чтобы тот в свою очередь кинул его в ядро другого атома, создав таким образом цепную реакцию. Вопросительный знак, не понимая смысла процесса, двигает вторую кристаллическую решётку почти впритык к первой, едва не создав атомный взрыв. Таким образом, они приходят к выводу о том, что если бы взорвались все атомы одновременно, а не по очереди, то это была бы бомба. В результате цепной реакции выделяется огромное количество тепла и с этой мыслью герои создают атомный реактор.
В конце мультфильма вопросительный знак задаёт вопрос: «Почему атом почти волшебник?». Физик дает гиперболический ответ: «Да потому что „нового коня“ запрягли в старую телегу». Тем самым он дал понять, что атомную энергию используют по принципу традиционных источников — извлечении тепла. Но в этот момент у инженера подоспел и второй вопрос: «А нельзя ли придумать что-нибудь получше, поновей?». Ответ на этот вопрос однозначно дан не был, но отметилось, что данный вопрос интересный.

## Создатели
- Авторы сценария: А. Пещерский, Дмитрий Родичев, А. Черномордик
- Режиссёр: Лев Мильчин
- Художник: Гражина Брашишките
- Оператор: Нина Климова
- Композитор: Ян Френкель
- Звукооператор: Борис Фильчиков
- Редактор: Аркадий Снесарев
- Ассистенты: М. Русанова, Галина Андреева, Николай Ерыкалов
- Художники-мультипликаторы: Сергей Дёжкин, Светлана Жутовская, Эльвира Маслова, Ольга Орлова, Елизавета Комова, Борис Чани
- Текст читает: Александр Граве